# Sidney Gilchrist Thomas

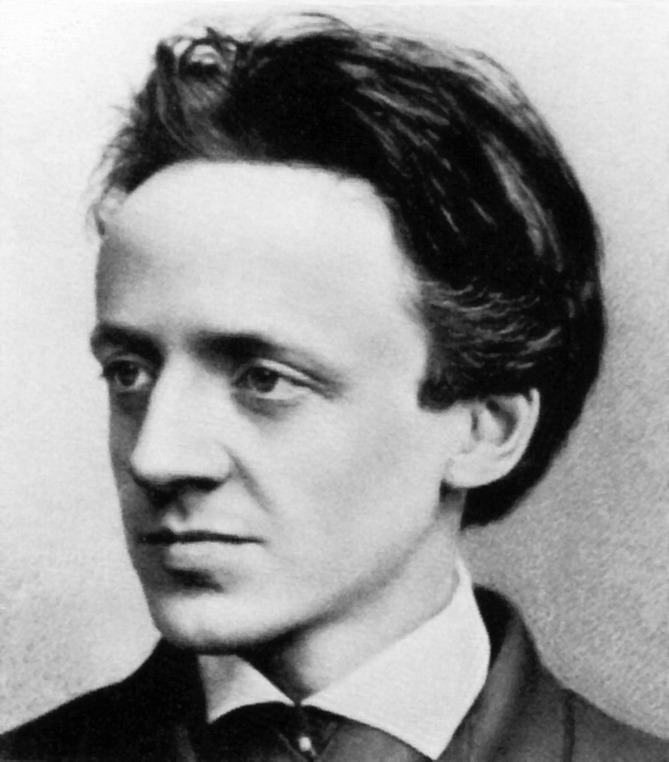
Sidney Gilchrist Thomas.

Sidney Gilchrist Thomas, född den 16 april 1850 i Canonbury, död den 1 februari 1885 i Paris, var en engelsk metallurg.
Thomas framställde 1878, i samarbete med sin kusin Percy Carlyle Gilchrist, en metod kallad Thomas Gilchrist-processen eller Thomasprocessen, för att i bessemerprocessen befria järn från fosfor. Som biprodukt fick man Thomasfosfat, vilket användes för gödsling av åkrar. Thomas erhöll 1882 Society of Arts medalj och 1883 Bessemermedaljen i guld. 